# Leerwerktraject
Het leerwerktraject is een vorm van voortgezet onderwijs in Nederland en een volwaardige leerroute binnen de basisberoepsgerichte leerweg (BB) van het Voorbereidend middelbaar beroepsonderwijs (vmbo).
Het leerwerktraject geeft de leerling, die door zijn leerstijl niet in staat is het reguliere programma succesvol te doorlopen, de mogelijkheid het diploma te behalen door middel van een meer passende leerroute. 

Een leerroute waarbij de leerling wordt uitgedaagd en uitgenodigd, door de combinatie van binnen- en buitenschools leren met meer praktijk en minder theorie, te slagen voor het vmbo-diploma. Voor deelname aan het traject is geen toestemming van de Leerplichtambtenaar nodig, wel heeft de school de plicht deelnemende leerlingen als zodanig bij de Leerplichtambtenaar te melden.
De leerling dient aan het einde van zijn opleiding maar een gedeelte van het examen te doen. (Minimaal Nederlands en het beroepsgerichte vak). De leerling ontvangt dan wel een volwaardig BB-diploma, maar kan alleen doorstromen in dezelfde sector, niveau 2. Ook dient er een afspraak/contract te zijn tussen de afleverende school (vmbo) en de ontvangende school Regionaal opleidingencentrum/Agrarisch Opleidingencentrum (ROC/AOC). Om het diploma te ontvangen dienen beide vakken met minimaal een 6 te zijn afgesloten.
Het leerwerktraject biedt de leerling een pedagogisch-didactisch klimaat, waarin wordt ingespeeld op zijn specifieke mogelijkheden, capaciteiten en belangstelling.
Dit maatwerk verlaagt de kans op het voortijdig schoolverlaten en verhoogt de kans op het behalen van een startkwalificatie.